# Tour de France 2008/1. Etappe
Die 1. Etappe der Tour de France 2008 am 5. Juli war 197,5 Kilometer lang und führte die Fahrer vom Startort Brest durch die Bretagne nach Plumelec. Insgesamt standen drei Sprintwertungen und vier Bergwertungen der 4. Kategorie auf dem Programm.
Erstmals seit 1966 startete die Tour wieder mit einer Flachetappe anstelle des traditionellen Prologes. Bereits nach drei Kilometern bildete sich eine Ausreißergruppe, die von Lilian Jégou ausging, dem sich Thomas Voeckler, Stéphane Augé, David de la Fuente, Rubén Pérez, José Luis Arrieta, Geoffroy Lequatre sowie Björn Schröder anschlossen. Die Gruppe fuhr einen maximalen Vorsprung von 8:15 Minuten auf das Hauptfeld heraus und teilte alle Berg- und Sprintwertungen unter sich auf. Die erste Bergwertung gewann Björn Schröder vor Thomas Voeckler, bei der zweiten Bergwertung war die Reihenfolge umgekehrt, die dritte Bergwertung holte sich Lilian Jégou vor Voeckler und Schröder, die vierte David de la Fuente vor Schröder und Voeckler. Damit waren Schröder und Voeckler punktgleich und hatten jeweils die gleiche Anzahl an ersten, zweiten und dritten Plätzen. Somit musste der Einlauf im Ziel über den Träger des Gepunkteten Trikots entscheiden. Geoffroy Lequatre sicherte sich unterdessen sämtliche Sprintwertungen. Das Feld konnte den Vorsprung der Ausreißer jedoch immer weiter verringern, sodass es 10 Kilometer vor dem Ziel wieder zum Zusammenschluss kam. Jégou und de la Fuente konnten sich noch am längsten an der Spitze halten. Die letzten 1,7 Kilometer vor dem Ziel in Plumelec führten mit 6,2 % Steigung bergauf zur Côte de Cadoual. Dabei kam es zu erneuten Ausreißversuchen, unter anderem von Stefan Schumacher und Kim Kirchen. Kurz vor dem Ziel übersprintete jedoch Alejandro Valverde die anderen und erreichte mit einem kleinen Vorsprung als Erster das Ziel.
Da es bei dieser Tour keine Zeitbonifikationen bei den Zwischensprints und bei der Zielankunft gibt, wurde er als der Etappensieger auch der erste Träger des gelben sowie des grünen Trikots. Thomas Voeckler erreichte vor Björn Schröder das Ziel und sicherte sich damit das Gepunktete Trikot. Ins Weiße Trikot fuhr Riccardo Riccò.
Der Spanier Manuel Beltrán wurde nach der ersten Etappe positiv auf das Dopingmittel EPO getestet.

## Aufgaben
- 184 Hervé Duclos-Lassalle – während der Etappe, Bruch des linken Handgelenks bei Sturz in der Verpflegungszone

## Sprintwertungen
- 1. Zwischensprint in Plonévez-du-Faou (Kilometer 62) (156 m ü. NN)

| Erster  | Geoffroy Lequatre | 6 Pkt. |
| Zweiter | Lilian Jégou      | 4 Pkt. |
| Dritter | Rubén Pérez       | 2 Pkt. |
- 2. Zwischensprint in Gourin (Kilometer 90,5) (135 m ü. NN)

| Erster  | Geoffroy Lequatre | 6 Pkt. |
| Zweiter | Stéphane Augé     | 4 Pkt. |
| Dritter | Lilian Jégou      | 2 Pkt. |
- 3. Zwischensprint in Remungol (Kilometer 157) (94 m ü. NN)

| Erster  | Geoffroy Lequatre | 6 Pkt. |
| Zweiter | Rubén Pérez       | 4 Pkt. |
| Dritter | Lilian Jégou      | 2 Pkt. |
- Zielsprint in Plumelec (Kilometer 197,5) (153 m ü. NN)

| Erster   | Alejandro Valverde    | 35 Pkt. |
| Zweiter  | Philippe Gilbert      | 30 Pkt. |
| Dritter  | Jérôme Pineau         | 26 Pkt. |
| Vierter  | Kim Kirchen           | 24 Pkt. |
| Fünfter  | Riccardo Riccò        | 22 Pkt. |
| Sechster | Cadel Evans           | 20 Pkt. |
| Siebter  | Fränk Schleck         | 19 Pkt. |
| Achter   | Filippo Pozzato       | 18 Pkt. |
| Neunter  | Óscar Freire          | 17 Pkt. |
| Zehnter  | Óscar Pereiro         | 16 Pkt. |
| 11.      | David Millar          | 15 Pkt. |
| 12.      | Juan José Cobo        | 14 Pkt. |
| 13.      | Matteo Carrara        | 13 Pkt. |
| 14.      | Carlos Sastre         | 12 Pkt. |
| 15.      | Thor Hushovd          | 11 Pkt. |
| 16.      | Fabian Cancellara     | 10 Pkt. |
| 17.      | Andy Schleck          | 9 Pkt.  |
| 18.      | Christian Vande Velde | 8 Pkt.  |
| 19.      | Samuel Sánchez        | 7 Pkt.  |
| 20.      | Stefan Schumacher     | 6 Pkt.  |
| 21.      | Damiano Cunego        | 5 Pkt.  |
| 22.      | Erik Zabel            | 4 Pkt.  |
| 23.      | Carlos Barredo        | 3 Pkt.  |
| 24.      | Mikel Astarloza       | 2 Pkt.  |
| 25.      | Manuel Beltrán        | 1 Pkt.  |

## Bergwertungen
- Côte de Ty-Jopic, Kategorie 4 (Kilometer 29,5) (160 m ü. NN;  3,7 km à 3,3 %)

| Erster  | Björn Schröder     | 3 Pkt. |
| Zweiter | Thomas Voeckler    | 2 Pkt. |
| Dritter | David de la Fuente | 1 Pkt. |
- Côte de Kerivarc'h, Kategorie 4 (Kilometer 48,5) (144 m ü. NN; 1,5 km à 3,2 %)

| Erster  | Thomas Voeckler   | 3 Pkt. |
| Zweiter | Björn Schröder    | 2 Pkt. |
| Dritter | Geoffroy Lequatre | 1 Pkt. |
- Col de Toullaeron, Kategorie 4 (Kilometer 85,5) (266 m ü. NN; 1,8 km à 5,6 %)

| Erster  | Lilian Jégou    | 3 Pkt. |
| Zweiter | Thomas Voeckler | 2 Pkt. |
| Dritter | Björn Schröder  | 1 Pkt. |
- Côte de Guenervé, Kategorie 4 (Kilometer 146,5) (117 m ü. NN; 2,1 km à 3,3 %)

| Erster  | David de la Fuente | 3 Pkt. |
| Zweiter | Björn Schröder     | 2 Pkt. |
| Dritter | Thomas Voeckler    | 1 Pkt. |